# Paržanj
Koordinati:   43°10′23″N, 16°19′30″E
Paržanj je otoček v skupini Peklenskih otokov v Dalmaciji. Leži med otokoma Vodnjak Veliki in Sveti Klement. Otok je prekrit s suho travo in doseže najvišjo višino s točko 18 mnm. Površina otočka je 0,040 km², dolžina obale meri 0,80 km.